# Psilaspilates striolata
Psilaspilates striolata är en fjärilsart som beskrevs av Otto Staudinger 1899. Psilaspilates striolata ingår i släktet Psilaspilates och familjen mätare. Inga underarter finns listade.